# ۲۵۴ (پیش از میلاد)
۲۵۴ (پیش از میلاد) ۲۵۴مین سال قبل از تقویم میلادی است.